# Lamellidea biplicata
Lamellidea biplicata é uma espécie de gastrópode  da família Achatinellidae.
É endémica de Japão.